# Sol Duc Hot Springs
Sol Duc Hot Springs es un área no incorporada ubicada en el condado de Clallam en el estado estadounidense de Washington.

## Geografía
Sol Duc Hot Springs se encuentra ubicado en las coordenadas 47°58′12″N 123°51′45″O / 47.97000, -123.86250.